# Live in London (album de Testament)
Pour les articles homonymes, voir Live in London.
Albums de Testament
First Strike Still Deadly
(2001) The Formation of Damnation
(2008)
Live in london est un album live du groupe de thrash metal américain Testament. Ce live a été enregistré pendant une performance du groupe à Londres. L'album est sorti le 1er novembre 2005 sous le label Spitfire Records.

## Composition
- Chuck Billy: Chant
- Alex Skolnick: Guitare
- Eric Peterson: Guitare
- Greg Christian: Basse
- Louie Clemente: Batterie
- John Tempesta: Batterie

### Autres
- Andy Sneap: Mixage

## Liste des morceaux
1. The Preacher
2. The New Order
3. The Haunting
4. Electric Crown
5. Sins of Omission
6. Souls of Black
7. Into the Pit
8. Trial by Fire
9. Practice What You Preach
10. Let Go of My World
11. The Legacy
12. Over the Wall
13. Raging Waters
14. Disciples of the Watch